# Тшенсьнев
Тшенсьнев (пол. Trzęśniew) — село в Польщі, у гміні Костелець Кольського повіту Великопольського воєводства.
Населення — 462 особи (2011).
У 1975-1998 роках село належало до Конінського воєводства.

## Демографія
Демографічна структура станом на 31 березня 2011 року:
|          | Загалом | Допрацездатний вік | Працездатний вік | Постпрацездатний вік |
| -------- | ------- | ------------------ | ---------------- | -------------------- |
| Чоловіки | 241     | 70                 | 158              | 13                   |
| Жінки    | 221     | 57                 | 117              | 47                   |
| Разом    | 462     | 127                | 275              | 60                   |